# 煩悩ガールズ
煩悩ガールズ（ぼんのうガールズ）は、日本の女性歌手グループ。2005年10月8日にデビュー、同年12月31日に解散。

## 特徴
- 総数は「煩悩の数」にちなむ108人（後に1人追加、ニューハーフ8人、AV女優数名を含む）。「世界でも例の無い」巨大ユニットとしてギネスブックへの申請が行われていたが、期間限定のユニットであったためか認められず、AKB48（認定された当時48人のユニットであった）に先を越されてしまった。
- プロデュースはおちまさと[1]。2005年10月8日に忌野清志郎・坂本龍一のヒット曲をカバーした「い・け・な・いルージュマジック」でデビューし、同日渋谷109入口前イベントスペースに全員が登場しパフォーマンスを披露した[2]。同年12月31日、「除夜の鐘と共に」解散した。
- 「109人目」のメンバーが短期・単発アルバイト専門サイト「ショットワークス」で募集され、応募総数405名の中から書類選考、オーディションにより葉山真歩子が選ばれ、2005年12月20日にお台場ビーナスフォートでお披露目を行った。

## メンバー
1. 愛咲陽子（あいざきようこ）
2. 相沢美歩（あいざわみほ）
3. 麻生由真（あそうゆま）※現:麻美ゆま
4. 阿部純子（あべじゅんこ）
5. 新井香代（あらいかよ）
6. 新井美由希（あらいみゆき）
7. 新井優紀（あらいゆうき）
8. 飯田恵理香（いいだえりか）
9. 家城由佳（いえきゆか）
10. 池内久美子（いけうちくみこ）
11. 石川希（いしかわのぞみ）
12. 石口友理（いしぐちゆり）
13. 石倉栄子（いしくらえいこ）
14. 石崎直美（いしざきなおみ）
15. 石塚麻畝（いしづかまほ）
16. 市山みどり（いちやまみどり）
17. 伊藤理衣子（いとうりえこ）
18. 井上真里（いのうえまり）
19. 井上瑠美（いのうえるみ）
20. 今永瑠衣（いまながるい）
21. 今村扶美恵（いまむらふみえ）
22. 岩下有希（いわしたゆき）
23. 上野真衣（うえのまい）
24. 内田史子（うちだあやこ）
25. エミカ
26. 遠藤比登美（えんどうひとみ）
27. 大谷さとこ（おおたにさとこ）
28. 大塚暁美（おおつかさとみ）
29. 大矢敦子（おおやあつこ）
30. 岡田桂子（おかだけいこ）※現:岡田みはる
31. 岡田愛美（おかだまなみ）
32. 荻原祐子（おぎわらゆうこ）
33. 小澤朋美（おざわともみ）
34. 片平恵実（かたひらえみ）
35. 勝木友香（かつきゆうか）
36. 加藤りず（かとうりず）
37. 金光育恵（かねみついくえ）
38. 河合洋美（かわいひろみ）
39. 川口亜深（かわぐちあみ）
40. 木田智子（きだともこ）
41. 北原左知子（きたはらさとこ）
42. 北未まい（きたみまい）
43. 草刈香乃（くさかりかの）
44. 郷内妙子（ごうないたえこ）
45. 小林麻希（こばやしまき）
46. 駒井唯（こまいゆい）
47. 小森未来（こもりみき）
48. 坂田裕美（さかたひろみ）
49. 佐藤真生（さとうまき）
50. 佐藤満美（さとうみつみ）
51. 沢井里佳子（さわいりかこ）
52. 澤田恵里子（さわだえりこ）
53. 天宮ありか（あまみやありか）
54. メドゥ
55. 島寛かおり（しまもとかおり）
56. 清水祐貴子（しみずゆきこ）
57. 正村さち（しょうむらさち）
58. 白崎麻理（しらさきまり）
59. 次六麻貴（じろくまき）
60. 末宗直子（すえむねなおこ）
61. 杉山エリ（すぎやまえり）
62. 鈴木洋子（すずきようこ）
63. 関根邦子（せきねくにこ）
64. 相馬加果（そうまますみ）
65. 高橋則恵（たかはしのりえ）
66. 高橋摩衣（たかはしまい）
67. 高橋侑見（たかはしゆみ）
68. 滝沢紗里伊（たきざわさりい）
69. 竹澤友美（たけざわともみ）
70. 田宮さやか（たみやさやか）
71. 田村恵子（たむらけいこ）
72. 辻井彩（つじいあや）
73. 鳥越夕幾子（とりごえゆきこ）
74. 中川智郷（なかがわちさと）
75. 中久木麻衣子（なかくきまいこ）
76. 中里香（なかざとかおり）
77. 新岡史織（にいおかしおり）
78. 仁平恵（にひらめぐみ）
79. 野口千果（のぐちちか）
80. 長谷川愛（はせがわあい）
81. 長谷川明子（はせがわあきこ）
82. 馬場かおり（ばばかおり）
83. 馬場恵子（ばばけいこ）
84. 濱山知香（はまやまちか）
85. 原武祐子（はらたけゆうこ）
86. 舟津香代（ふなつかよ）
87. 堀切奈穂子（ほりきりなおこ）
88. 本多絵里子（ほんだえりこ）
89. 前田麻衣子（まえだまいこ）
90. 枡田えりか（ますだえりか）
91. 増田奈津美（ますだなつみ）
92. 高田みなみ（たかだみなみ）
93. 松川晃子（まつかわあきこ）
94. 松森明子（まつもりあきこ）
95. 見上志保（みかみしほ）
96. 三森あずさ（みもりあずさ）
97. 実弥千恵（みやちえ）
98. 森川玲（もりかわれい）
99. 山口恵理子（やまぐちえりこ）
100. 山口妙（やまぐちたえ）
101. 山田美穂（やまだみほ）
102. 山本美紀（やまもとみき）
103. 吉田きみえ（よしだきみえ）
104. 映美（よんみ）
105. ローリー
106. 渡辺哲世（わたなべあきよ）
107. 真崎美羅（まさきみら）
108. まりあ臼井（まりあうすい）
109. 葉山真歩子（はやままほこ） - 追加メンバー

## 音楽シングル
- い・け・な・いルージュマジック（2005年10月8日） - ビクターエンタテインメント

アレンジはFantastic Plastic Machineの田中知之。

## 写真集
- 『100+8 SEXY GIRLS FROM V.S.O.O.P 煩悩ガールズ 密封写真集』（講談社、2005年11月18日） ISBN 4-06-307753-5

## DVD
- 『THE GREATEST HITS 煩悩ガールズ』（2005年12月16日）